# Andreas van der Schaaf
Andreas van der Schaaf (Den Haag, 27 oktober 1951) is een Nederlands politicus en voormalig presentator. Het meest bekend werd hij bij de TROS, waar hij in het seizoen 1978-1979 Teleraadsel presenteerde. Daarnaast verleende hij zijn medewerking bij de NCRV bij Spel zonder grenzen en Zo Vader, Zo Zoon. Hij speelde in de KRO-serie Dagboek van een herdershond de rol van parketwachter. Ook heeft Van der Schaaf voor buitenlandse televisiestations gewerkt.
Sinds 2018 is Van der Schaaf actief in de gemeentepolitiek van Gooise Meren voor 50PLUS. Vanwege strubbelingen in die partij stapte hij in 2020 uit die partij en vormde met een mederaadslid de ’Groep A. van der Schaaf - E. Nuij’.  Na zijn rol als raadslid de laatste maanden, heeft hij besloten eind 2021 om zich bij de politieke partij Hart voor Bussum Naarden Muiden  aan te sluiten. Hij stond op plaats 4 voor deze politieke partij, die meedeed voor de gemeenteraadsverkiezingen 2022 voor de gemeente Gooise Meren.
Van der Schaaf is gehuwd geweest met Tineke Verburg.